# Psychotria puyoana
Psychotria puyoana är en måreväxtart som beskrevs av Charlotte M. Taylor. Psychotria puyoana ingår i släktet Psychotria och familjen måreväxter. Inga underarter finns listade i Catalogue of Life.